# Piazza Antonio Gramsci (Cecina)
Piazza Gramsci è una piazza di Cecina ubicata davanti alla stazione ferroviaria. In origine era intitolata a Vittorio Emanuele, re d'Italia.

## Storia
Nella seconda metà dell'Ottocento l'area di Cecina fu interessata da un importante sviluppo, esemplificato dalla costruzione della linea ferroviaria Cecina-Volterra (1863) e con il proseguimento della Ferrovia Maremmana lungo la costa, sino allo Stato Pontificio (1864).
La stazione di Cecina, inaugurata nell'ottobre del 1863, sorse all'intersezione tra le due tratte ferroviarie.
Nel 1875, con la costruzione delle vie traverse e parallele alla Strada statale 206 Pisana-Livornese previste nel coevo piano di ampliamento, fu realizzata piazza Vittorio Emanuele, per mettere in comunicazione il centro con la nuova area di espansione sorta attorno alla stazione.
Il trasporto ferroviario fornì un notevole impulso all'economia del paese, in particolare all'attività turistica: nel 1880 la direzione generale delle ferrovie riconosceva Cecina come "Stazione balneare", stabilendo agevolazioni ferroviarie per quanti vi si recavano. Le agevolazioni vennero poi adottate anche in occasione della "Grande Fiera" che si svolgeva a Cecina nel mese di ottobre.
Su proposta del sindaco Antonio Cancellieri, nell'agosto 1885 al centro della piazza ed intorno alla fontana, vennero collocati i busti del sovrano Vittorio Emanuele II e del generale Giuseppe Garibaldi; nell'occasione, furono murate sul Palazzo Civico le due lapidi commemoranti i protagonisti dell’unificazione italiana.
Verso i primi anni venti del Novecento avvenne la trasformazione di piazza Vittorio Emanuele in giardino pubblico.
In questo contesto, intorno al 1923 si registra la realizzazione del monumento ai Caduti, opera marmorea di Giacomo Zilocchi costituita da un complesso architettonico ornato con statue: al centro, in alto, si trova la Vittoria, che innalza un serto di alloro; più in basso le figure di due eroi, uno in posizione fiera e l'altro disteso a terra, come morto; ai lati del complesso un soldato e un marinaio, mentre nell'epigrafe sul retro è impresso il Bollettino della Vittoria con cui il generale Armando Diaz annunciò, il 4 novembre 1918, la vittoria dell'Italia e la disfatta nemica nella prima guerra mondiale.
La seconda guerra mondiale causò danni ingenti alle infrastrutture, in particolare alla stazione ferroviaria, che fu successivamente ricostruita in forme diverse.
Anche la fontana della piazza fu modificata e poi demolita intorno agli anni sessanta.
Il monumento a Garibaldi fu trasportato in piazza dei Mille, nella frazione di San Pietro in Palazzi, mentre il basamento fu modificato per ospitare il busto del pittore Ivan Iori, nella piazza omonima.
Non vi sono notizie sul monumento a Vittorio Emanuele II.